# Кравчук, Назар Сергеевич
Назар Сергеевич Кравчук (укр. Назар Сергійович Кравчук, позывной — Крава; 18 июля 2002, Лемешов — 3 ноября 2024, Селидово) — украинский военнослужащий, младший лейтенант, участник российско-украинской войны. Герой Украины (2025, посмертно).

## Биография
Родился 18 июля 2002 года в селе Лемешов Волынской области. Учился в общеобразовательной школе в селе Пирванче, затем окончил Луцкий учебно-воспитательный комплекс I–III ступеней с усиленной физической подготовкой. После окончания лицея поступил в Национальный университет «Львовская политехника».
Достигнув совершеннолетия, подписал контракт на прохождение военной службы в Национальной гвардии Украины. Во время полномасштабного российского вторжения в Украину служил в спецподразделении «Омега» на должности офицера связи.
Погиб 3 ноября 2024 года в городе Селидово Донецкой области.
Похоронен в селе Пирванче Волынской области.

## Награды
- Звание «Герой Украины» с удостоением ордена «Золотая Звезда» (23 мая 2025, посмертно) — за личное мужество и героизм, проявленные в защите государственного суверенитета и территориальной целостности Украины, верность военной присяге[2].